# San Antonio de Itatí

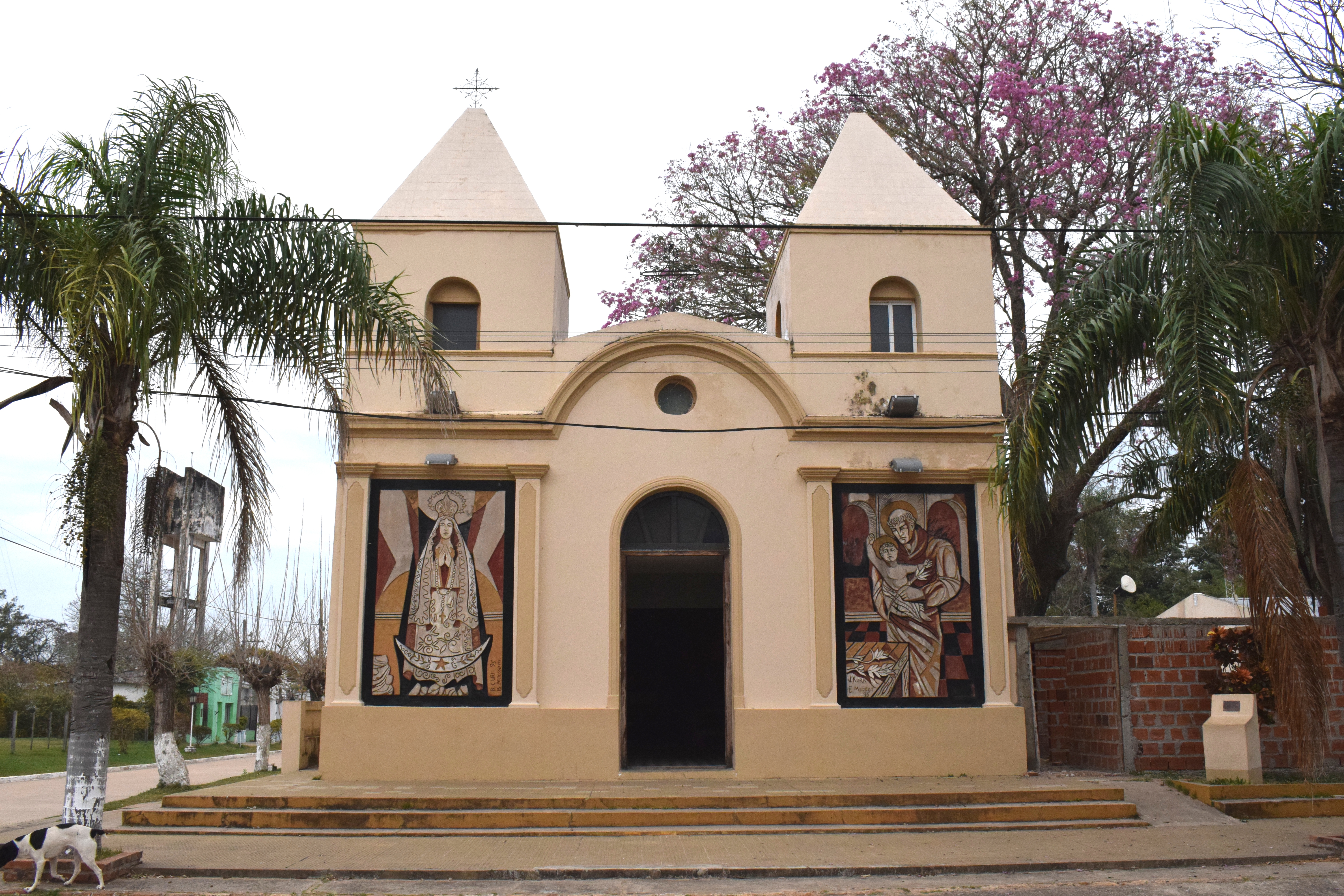
Iglesia San Antonio de Padua, en la ciudad de San Antonio de Itatí, cabecera del departamento Berón de Astrada

San Antonio de Itatí é um cidade da Argentina, localizada na província de Corrientes. Entre 1910 e 2013, o município foi chamado Berón de Astrad. É a capital do departamento de Berón de Astrada.